# Confédération du travail de Russie
La Конфедерация труда России (KTR - Confédération du travail de Russie) est une confédération syndicale russe fondée en 1995 et affiliée à la Confédération syndicale internationale.